# Cap Noir (La Réunion)
Pour les articles homonymes, voir Cap Noir.

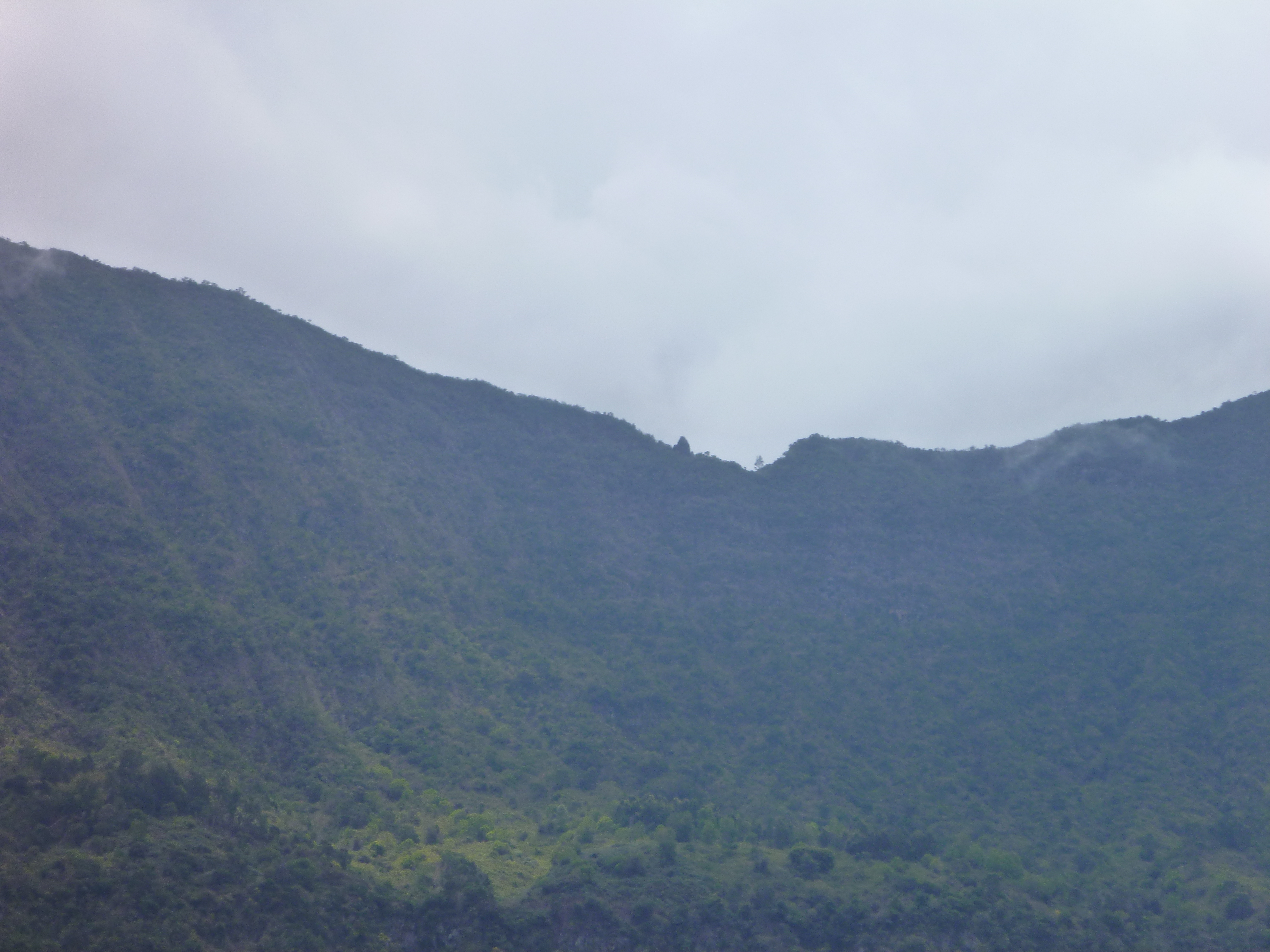
La Roche Verre bouteille au centre. Le sentier pour Cap Noir longe le rempart vers la gauche

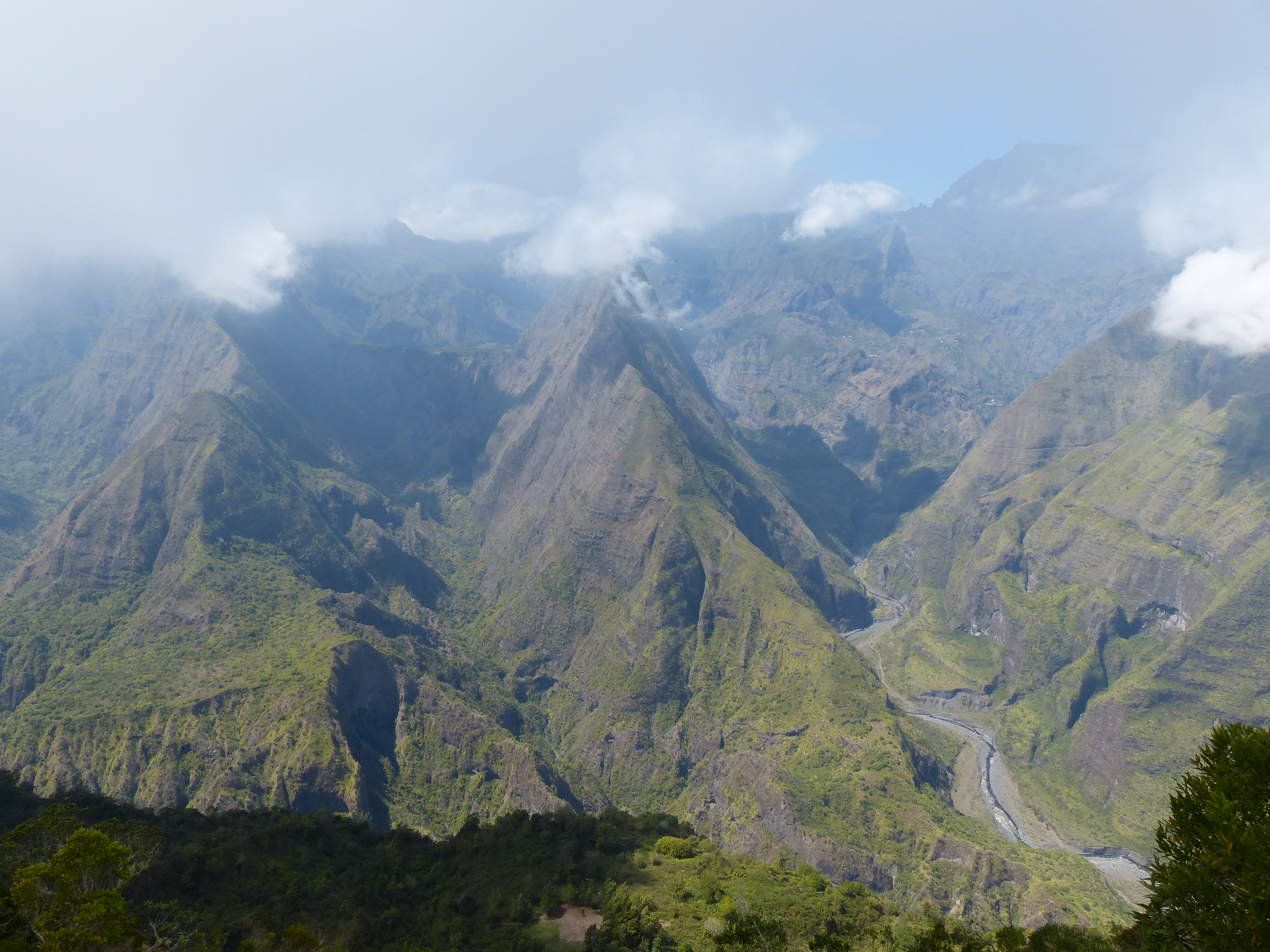
Mafate vu depuis le Cap Noir.

Le Cap Noir est un à-pic de l'île de La Réunion, département et région d'outre-mer français dans le sud-ouest de l'océan Indien. Partie du massif du Piton des Neiges, il est formé par un angle du rempart montagneux séparant le plateau du Dos d'Âne, au nord, du lit de la rivière des Galets, qu'il surplombe, au sud. Haut de plus de mille mètres, il est situé sur le territoire de la commune de La Possession et relève du cœur du parc national de La Réunion.
Le Cap Noir constitue, avec le Maïdo, l'un des principaux points de vue touristiques sur le cirque naturel de Mafate. Équipé comme ce dernier d'un parc de stationnement, il est desservi par une route depuis le village de Dos d'Âne, la route du Cap Noir. En outre, il est traversé par un sentier de grande randonnée, le GR R2.